# Zeil am Main
Zeil am Main es una ciudad situada en el distrito de Haßberge, en el estado federado de Baviera en Alemania. Cuenta con una población de 5594 habitantes en 2016.
Se encuentra ubicada al noroeste del estado, en la región de Baja Franconia, a poca distancia de la frontera con el estado de Turingia.